# Stefan Grüttner
Stefan Grüttner, né le 25 décembre 1956 à Wiesbaden, est un homme politique allemand membre de l'Union chrétienne-démocrate d'Allemagne (CDU).
Il est actuellement ministre des Affaires sociales et de l'Intégration du Land de la Hesse.

## Biographie
Il obtient son Abitur à Wiesbaden en 1975, puis effectue son service civil durant les deux années suivantes. En 1977, il commence des études supérieures d'économie à l'Université Johannes Gutenberg de Mayence, qu'il termine en 1983 par l'obtention d'un diplôme d'économiste.
Il devient alors chercheur au département de politique économique de son université jusqu'en 1986, quand il est engagé comme secrétaire politique au ministère des Affaires sociales et de la Famille de Rhénanie-Palatinat. Au bout d'un an, il est promu secrétaire particulier de la ministre des Affaires sociales.
En 1991, il revient en Hesse comme chef du service social de la ville d'Offenbach. Il renonce cependant à ce poste en 1995.

## Vie politique
Il obtient son premier mandat en 1981 comme membre du conseil municipal d'Offenbach, dont il démissionne en 1991. En 1994, il est élu à la présidence de l'Union chrétienne-démocrate d'Allemagne (CDU) de l'arrondissement d'Offenbach.
L'année suivante, il entre au Landtag de Hesse et au comité directeur de la CDU du Main inférieur. Il est désigné coordinateur du groupe CDU le 5 avril 1999.
Quatre ans plus tard, le 5 avril 2003, Stefan Grüttner est nommé directeur de la chancellerie de Hesse avec le rang de ministre avec attributions spéciales. Il gère les affaires courantes de son poste entre 2008 et 2009 du fait de l'absence de majorité au Landtag à la suite des élections régionales, et est reconduit le 5 février 2009.
Il est promu au poste de ministre des Affaires sociales le 31 août 2010, lorsque Volker Bouffier succède à Koch à la tête du gouvernement. Son portefeuille est élargi à l'Intégration le 19 janvier 2014, lors de l'entrée en fonction de la coalition noire-verte.